# 宮本充
宮本充（日语：／ Miyamoto Mitsuru，1958年9月8日—），是出身於日本大阪府演員、配音員。目前屬於劇團昴。

## 人物
- 大阪府立泉陽高等学校、北海道大學工學系合成化學科畢業。
- 聲音相當有張力又年輕、以替外國影集及電影配音為主。動畫中則經常演出像是《烏龍派出所》中川圭一等好青年的角色、但有時也會演出像是《旋風保鑣》的銀鱗等有著殘忍性格的壞人。
- 相當珍惜自己身為舞台演員的角色、最初對於聲優的表演表示很有興趣、據說沒有花太多時間就習慣了配音工作。
- 有著数学老師的資格（能教國中・高中）。在廣播節目中、說出自己是堺市出身、還中途用泉州腔說話。
- 和同屬於劇團昴的平田廣明，有多次一起替外國片配音。
- 是少數幾位為多部華特迪士尼公司系列電影的主角配音的人物。
- 在電影《第一滴血》中、很偶然地替叫做「米奇」的人物配音。
- 被同樣一起配布萊德·彼特的山寺宏一說過「宮本先生、沒化裝的話只比我稍微更像布萊德·彼特。大概差兩釐米（笑）」。
- 他与小山力也是朋友，两人的角色都是基努·里维斯，在广播 CD《TV 动画《血界戰線 & BEYOND》技巧名喊再冲广播 Vol.2》中，两人都提到了为基努配音的笑话。
- 田中敦子在部落格中，介紹他時稱說：「就像是個孩子然後就這樣長成大人的人」。

## 出演作品

### 電視動畫
1993年
- 幽遊白書（亞架連邪）

1995年
- H2（橘英雄）
- 鬼神童子ZENKI（冰川）

1996年
- 天才寶貝（榎木春美）
- 酷妹當家（爸爸）
- 烏龍派出所（中川圭一）
- 神劍闖江湖（宇治木警部補）

1997年
- 金田一少年之事件簿（涉澤圭介）
- 科學情人（山川征太郎）
- 名探偵柯南（竹野浩司）
- YAT安心!宇宙旅行（瓊茲・瑪利克魯多）

1998年
- 金田一少年之事件簿（小城拓也）
- 影技（提亞斯·拉古）
- 麗佳公主（麻樹山路易）
- 夢幻拉拉（朝霞勝之進）
- 羅德斯島戰記-英雄騎士傳-（史列因）

1999年
- 小魔女Doremi（夏美的父親、幸子的父親）
- 快感指令（裕樹）
- 金田一少年之事件簿（亂歩）
- The Big O（羅傑・史密斯）
- 南海奇皇（藤原和王）

2000年
- 犬夜叉（武田藏乃介）
- 金田一少年之事件簿（遠藤周介）
- 向陽之樹（伊武谷萬二郎）

2001年
- 足球小將（羅勃特本鄉）
- 刃牙（鎬紅葉）
- Geneshaft（查塔）
- 旋風保鑣（銀鱗）
- Z.O.E Dolores, i（雷翁・林克斯）
- 幻影天使（草摩綾女）
- 名探偵柯南（二宮寛人）

2002年
- 東京地底奇兵（練照）
- 火影忍者（アカホシ）
- 鋼琴物語（白川老師）
- Heat Guy-J（萊伊）
- 炎之蜃氣樓（風魔小太郎）
- 名探偵柯南（大葉悦敏）
- 翼神世音（如月樹）

2003年
- 明日之星娜佳（瓦魯多謬特伯爵）
- 神槍少女（約翰）
- 狼雨（哈布・里伯斯基）
- 最遊記（光明三藏）
- 驚爆危機？校園篇（水星庵）

2004年
- 阿嘉莎·克莉絲蒂的名偵探白羅與瑪波（艾姆斯）
- 御行者（強納森・梅納德）
- 最遊記 RELOAD GUNLOCK（光明三藏）
- 超變身巫女祈鬥士（黑之王子・クの方）
- 怪醫黑傑克（辰巳醫師）
- MONSTER（海因茲警官）
- 忘却的旋律（黑船 ・巴拉德）
- 遊戲王GX（佐藤浩二）

2005年
- 美少女學園（哲朗的父親）
- 魔女的考驗（田之倉良之）
- TSUBASA翼（卡伊魯=隆達特）
- 雪之女王（利安）

2006年
- 飛輪少年（武内空）

2007年
- 獵魔戰記（男覺醒者）
- 結界師（坂井）
- 彩雲国物語（藍雪那）
- Baccano!（麥札・阿法羅）
- 藍龍（康拉德）
- 名探偵柯南（小出英樹）

2008年
- 雨夜之月（主殿）
- 食靈（金春霧也）
- 屍姬 赫（鹿堂赤紗）
- 迷宮塔 (動畫)（吉魯的父親）
- 墓場鬼太郎（村田）
- ノーキーとおともだち（旁白）
- 藍龍 天界的七龍（康拉德）
- 我家有個狐仙大人（高上春樹）
- 灣岸競速（神谷英次）

2009年
- 骷髏13（維諾神父）
- 屍姬 玄（鹿堂赤紗）
- 迷宮塔 (動畫)（瑪魯卡）
- 超能力大戰（多利克）

2010年
- 刀語（宇練銀閣）
- 元氣媽媽（約翰）
- 戰鬥陀螺 鋼鐵奇兵 爆（Dr.ジグラット）

2011年
- Dragon Crisis!（喬治・埃文斯）
- Fractale（帕羅）

2012年
- 新網球王子（齋藤至）

2013年
- 宇宙戰艦大和號2199（古代守）※2012年起于电影院先行上映

2014年
- Wake Up, Girls!（白木徹）
- 晨曦公主（前代青龍·藍）
- 蟲師（柾）
- 遊戲王ZEXAL（千尊）※完全體

2015年
- 血界戰線（史蒂夫·A·斯塔費茲）

2016年
- 只有我不存在的城市（八代學）
- Schwarzesmarken（湯瑪斯·霍恩斯坦因）
- 鬼牌遊戲（亞倫·普萊斯）
- 文豪Stray Dogs（森鷗外）
- 文豪Stray Dogs 2nd SEASON（森鷗外）
- 漂流武士（紫）

2017年
- 銀之守墓人（林古）
- Fate/Apocrypha（黑之Caster）
- 血界戰線 & BEYOND（史蒂夫·A·斯塔費茲）
- Wake Up, Girls! 新章（白木徹）

2018年
- 愛在雨過天晴時（九條千尋）
- 戰鬥陀螺 爆烈世代 超Z（赤刃泰格）
- 東京喰種:re（月山觀母）
- 決鬥大師!（黑人）
- 茜色少女（白山羊[1]、無人機）

2019年
- 魔法禁書目錄III（愛華斯）
- 機獸戰記 狂野爆發（漢堡）
- 文豪Stray Dogs 3rd SEASON（森鷗外）
- PSYCHO-PASS心靈判官 3（坂東鐵二）

2020年
- Asatir 未來的傳說故事（納德爾）
- 富豪刑事 Balance:UNLIMITED（神戶茂丸）
- 魔王學院的不適任者～史上最強的魔王始祖，轉生就讀子孫們的學校～（迪耶哥·加隆·伊捷伊西卡）

2021年
- 暖暖日記（ボボイさん）
- 文豪Stray Dogs 汪！（森鷗外）
- 神奇柑仔店（ちゃちゃ）
- 平穩世代的韋駄天們（竹下）
- 宿命迴響：命運節拍（酒保）
- BUILD DIVIDE -#000000-（桂川大路）

2022年
- 最遊記RELOAD -ZEROIN-（光明三藏）
- 群青的開幕曲（樫野太[2]）
- BUILD DIVIDE -#FFFFFF-（桂川大路）
- 歡迎來到實力至上主義的教室 2nd Season（坂柳理事長）
- 給不滅的你 Season2（賽里拉[3]）
- 點滿農民相關技能後，不知為何就變強了。（雷姆魯）

2023年
- 文豪Stray Dogs 4th SEASON（森鷗外）
- 文豪Stray Dogs 5th SEASON（森鷗外）
- 開闊天空！光之美少女（蘇基亞赫德）

2024年
- 怪獸8號（溝口[4]）
- 凍牌（松本）
- 青之壬生浪（木村壽太郎[5]）

2025年
- 魔法製造者～異世界魔法的製作方法～（高文[6]）
- 我獨自升級 Season 2 -Arise from the Shadow-（老人）
- 中禪寺老師妖怪講義錄 解謎就交給老師。（榎木津總一郎[7]）
- 直至魔女消逝（泰德）
- 小市民系列（日坂和虎）
- Silent Witch 沉默魔女的祕密（旁白、莫妮卡的父親）
- 轉生為第七王子，隨心所欲的魔法學習之路 第2期（謎神父[8]）

### OVA
2016年
- 血界戰線（史蒂夫·A·斯塔費茲）
- 漂流武士（紫）

2018年
- 血界戰線 & BEYOND（史蒂夫·A·斯塔費茲）

### 劇場版動畫
1995年
- 攻殼機動隊（台田瑞穗）

1999年
- 名偵探柯南 世紀末的魔術師（西野真人）
- 烏龍派出所 劇場版 史上最惡爆彈大作戰！（中川圭一）

2002年
- 貓的報恩

2003年
- ONE PIECE 死亡盡頭的冒險（蕭萊亞·巴斯庫德）
- 翼神世音 多元變奏曲（如月樹）
- 烏龍派出所 劇場版2 UFO大逆襲！龍捲風大作戰！！（中川圭一）

2004年
- 劇場版 新暗行御史（柳義泰）

2008年
- 蠟筆小新：風起雲湧的金矛勇者（馬克）

2016年
- 烏龍派出所 THE FINAL 兩津勘吉最後的一天（中川圭一）

2017年
- 我們的七日戰爭（山咲香織的父親）

2018年
- 文豪Stray Dogs DEAD APPLE（森鷗外）

2021年
- 龍與雀斑公主（福克斯）

### 網路動畫
2024年
- Fate/Grand Order 搞不懂的藤丸立香 第2期（阿维斯布隆）

2025年
- 迪士尼 扭曲仙境 動畫版（Dire Crowley[9]）

### 遊戲
- 安琪莉可-三重奏-（艾魯塔）
- 機動戦士鋼彈外傳 克羅尼戰記…（瑪庫西米利安・帕卡）
- JoJo的奇妙冒險 黄金の旋風（迪亞波羅 / 威尼卡・托比歐）
- 烏龍派出所 系列（中川圭一）
  - 烏龍派出所 高科技大樓侵攻阻止作戰！之卷
  - 烏龍派出所 中川遊樂園大競賽！之卷
- 暴雨殺機（伊森·馬爾斯）
- 超級機器人大戰
  - 超級機器人大戰Z（羅傑・史密斯）
  - 第2次超級機器人大戰Z（羅傑・史密斯）
  - 第3次超級機器人大戰Z（羅傑・史密斯）
- SPYRO THE DRAGON（優瓦多多拉格）
- 天地之門（卡伊羅庫）
- BLOOD+ 〜最後的和平〜（薩姆）
- 榮譽勳章:太平洋突襲（日本兵）
- RADIATA STORIES（魯西翁）
- 亂馬1/2 戰鬥新生（公紋龍）
- ONE PIECE landland!（布留）
- 宵星傳奇（卡利斯塔）
- Disney Twisted Wonderland (Dire Crowley<日语版>)
- 魔法禁書目錄 幻想收束（愛華斯）

2005年
- 王國之心 II（獅子王辛巴）

2018年
- Fate/Grand Order （阿維斯布隆）

2023年
- 最终幻想XVI（雅爾提瑪）

2024年
- 暗喻幻想：ReFantazio（艾斯提邦‧弗丹）

### 特攝
- 快盜戰隊魯邦連者VS警察戰隊巡邏連者（2018年-，東古拉尼歐・亞本）

### 吹替
電視／電影
| 年份 | 作品名稱           | 配演角色                            | 演員             | 媒介                            |
| ---- | ------------------ | ----------------------------------- | ---------------- | ------------------------------- |
| 2002 | 鋼琴戰曲           | 華迪史洛·史匹曼                     | 艾哲倫·保迪      | 錄影帶/影碟版本                 |
| 2004 | 森魔               | Noah Percy                          | 艾哲倫·保迪      | 錄影帶/DVD版本                  |
| 2005 | 金剛               | 傑克·卓斯科                         | 艾哲倫·保迪      | 影碟版本                        |
| 2006 | 顫栗時空           | 傑克·史塔克斯                       | 艾哲倫·保迪      | DVD版本                         |
| 2008 | 爵士傳奇           | Leonard Chess                       | 艾哲倫·保迪      | DVD版本                         |
| 2010 | 實驗囚室           | Travis Cacksmackberg                | 艾哲倫·保迪      | DVD版本                         |
| 2013 | 懸疑第三者         | Scott Lowry                         | 艾哲倫·保迪      | DVD版本                         |
| 2015 | 回溯               | 彼得·鮑爾                           | 艾哲倫·保迪      | 影碟版本                        |
| 2015 | 天將雄師           | 提比斯                              | 艾哲倫·保迪      | 影碟版本                        |
| 1993 | 天劫餘生           | Nando Parrado                       | 伊芬·鶴健        | DVD版本                         |
| 1995 | 情留半天           | Jesse                               | 伊芬·鶴健        | 影碟版本                        |
| 1997 | 變種異煞           | Vincent Anton                       | 伊芬·鶴健        | 公映/影碟版本                   |
| 1999 | 愛在冰雪紛飛時     | Ishmael Chambers                    | 伊芬·鶴健        | 公映/DVD版本                    |
| 2000 | 王子復仇記         | 哈姆雷特                            | 伊芬·鶴健        | DVD版本                         |
| 2004 | 屍人交易           | James Costa                         | 伊芬·鶴健        | 朝日電視台版                    |
| 2004 | 日落巴黎           | Jesse                               | 伊芬·鶴健        | 影碟版本                        |
| 2005 | 暴火線13           | Jake                                | 伊芬·鶴健        | 朝日電視台版                    |
| 2009 | 2019獵血都市       | 查爾斯·布羅姆利                     | 伊芬·鶴健        | DVD版本                         |
| 2013 | 死路逃脫           | Brent Magna                         | 伊芬·鶴健        | DVD版本                         |
| 2013 | 情約半生           | Jesse                               | 伊芬·鶴健        | 影碟版本                        |
| 2014 | 我們都是這樣長大的 | Mason Evans, Sr.                    | 伊芬·鶴健        | 影碟版本                        |
| 2016 | 新七俠蕩寇誌       | Goodnight Robicheaux                | 伊芬·鶴健        | 影碟版本                        |
| 1994 | 吸血迷情           | 路易                                | 畢·彼特          | 富士電視台版                    |
| 1994 | 燃情歲月           | Tristan Ludlow                      | 畢·彼特          | BD版本                          |
| 1995 | 十二猴子           | Jeffrey Goines                      | 畢·彼特          | 錄影帶/影碟版本                 |
| 1997 | 魔鬼同行           | Rory Devaney Francis Austin McGuire | 畢·彼特          | 錄影帶/DVD版                    |
| 1998 | 情約今生           | Joe Black                           | 畢·彼特          | DVD版                           |
| 1996 | 大家都説我愛你     | Holden Spence                       | 愛德華·諾頓      | 影碟版本                        |
| 2014 | 飛鳥俠             | Mike Shiner                         | 愛德華·諾頓      | 影碟版本                        |
| 2016 | 最美的安排         | Whit Yardsham                       | 愛德華·諾頓      | 影碟版本                        |
| 1992 | 龍騰四海           | 小林                                | 黎明             | 錄像帶版本                      |
| 2008 | 江山美人           | 段蘭泉                              | 黎明             | DVD版本                         |
| 2008 | 梅蘭芳             | 梅蘭芳(中年)                        | 黎明             | DVD版本                         |
| 1974 | 大亨小傳           | Nick Carraway                       | 山姆·沃特森      | DVD版本                         |
| 1984 | 未來戰士           | 凱爾·瑞斯                           | 邁克爾·比恩      | 新收錄錄像帶/影碟版本           |
| 1994 | 金枝玉葉           | 顧家明                              | 張國榮           | 錄影帶版本                      |
| 1994 | 危險人物           | Lance                               | 艾瑞克·史托茲    | 影碟版本                        |
| 1994 | 真實謊言           | 費索爾                              | 葛蘭·海斯洛夫    | 影碟版本                        |
| 1995 | 南京的基督         | 岡川龍一郎                          | 梁家輝           | 錄影帶版本                      |
| 1995 | 新蝙蝠俠：不敗之謎 | 羅賓                                | 克里斯·奧唐納    | 影碟版本                        |
| 1997 | 驕陽似我           | Will Hunting                        | 麥·迪文          | 影碟版本                        |
| 1997 | 幕後嫌疑犯         | 艾德蒙·艾斯利                       | 佳·皮雅斯        | 影碟版本                        |
| 1998 | 風雲：雄霸天下     | 聶風                                | 鄭伊健           | 錄影帶/DVD版本                  |
| 1998 | 天才遊戲           | Mike McDermott                      | 麥·迪文          | 影碟版本                        |
| 2001 | 魔戒1：魔戒現身    | 法拉墨                              | 大衛·溫漢        | 公映/影碟版本                   |
| 2001 | 情陷紅磨坊         | 基斯頓                              | 伊雲·麥葵格      | 影碟版本                        |
| 2002 | 軍天壯志           | 喬·蓋洛威                           | 巴里·佩珀        | 影碟版本                        |
| 2002 | 魔戒2：雙城奇謀    | 法拉墨                              | 大衛·溫漢        | 公映/影碟版本                   |
| 2003 | 魔戒3：王者再臨    | 法拉墨                              | 大衛·溫漢        | 公映/影碟版本                   |
| 2009 | 血洗白教堂（全季） | Joseph Chandler                     | 魯伯·潘瑞-瓊斯   | WOWOW頻道                       |
| 2010 | 皇上無話兒         | 愛德華八世                          | 佳·皮雅斯        | 影碟版本                        |
| 2010 | 新三國             | 諸葛均                              | -                | 富士/銀河頻道/衛星劇場/影碟版本 |
| 2011 | 黑鏡(S1E1)         | Michael Callow                      | 羅里·金尼爾      | Netflix頻道                     |
| 2012 | 普羅米修斯         | 大衛                                | 米高·法斯賓達    | 公映/影碟版本 衛星頻道重配版本  |
| 2012 | 林肯               | 林肯                                | 丹尼爾·戴-劉易斯 | 影碟版本                        |
| 2013 | 被奪走的12年       | William Ford                        | 班尼狄·甘巴貝治  | 影碟版本                        |
| 2013 | 驚爆危城           | Jack Valliant                       | 巴里·佩珀        | 影碟版本                        |
| 2014 | The Flash(全季)    | Harrison Wells                      | 湯姆·卡瓦納夫    | 免費頻道/影碟版本               |
| 2015 | Mr.Rotbot          | Gideon Goddard                      | 邁克爾·吉爾      | 衛星頻道/影碟版本               |
| 2016 | 東京審判           | 梅汝璈                              | David Tse        | NHK頻道                         |
| 2017 | 異形：聖約         | 大衛 沃特                           | 米高·法斯賓達    | 公映/影碟版本                   |

## 外部連結
- 宮本充的きまぐれ週報（官方部落格）（页面存档备份，存于）
- 官方檔案
- アニメイトTV Webによる紹介（页面存档备份，存于）